# Nidzica (stacja kolejowa)
Nidzica – stacja kolejowa w Nidzicy, w województwie warmińsko-mazurskim, w Polsce. Według klasyfikacji PKP ma kategorię dworca lokalnego.

## Ruch pasażerski
| Rok  | Wymiana pasażerska na dobę |
| ---- | -------------------------- |
| 2017 | 300-499                    |
| 2022 | 300-499                    |

26 kwietnia 2019 PKP SA podpisały umowę na wyburzenie starego budynku dworca z roku 1961 i wybudowanie w jego miejsce nowego budynku dworca, wiaty rowerowej oraz zmiany otoczenia.
9 października 2020 nowy dworzec został oddany dla podróżnych. Powstał kosztem 17,5 mln zł i był współfinansowany ze środków Unii Europejskiej w ramach Programu Operacyjnego Polska Wschodnia.

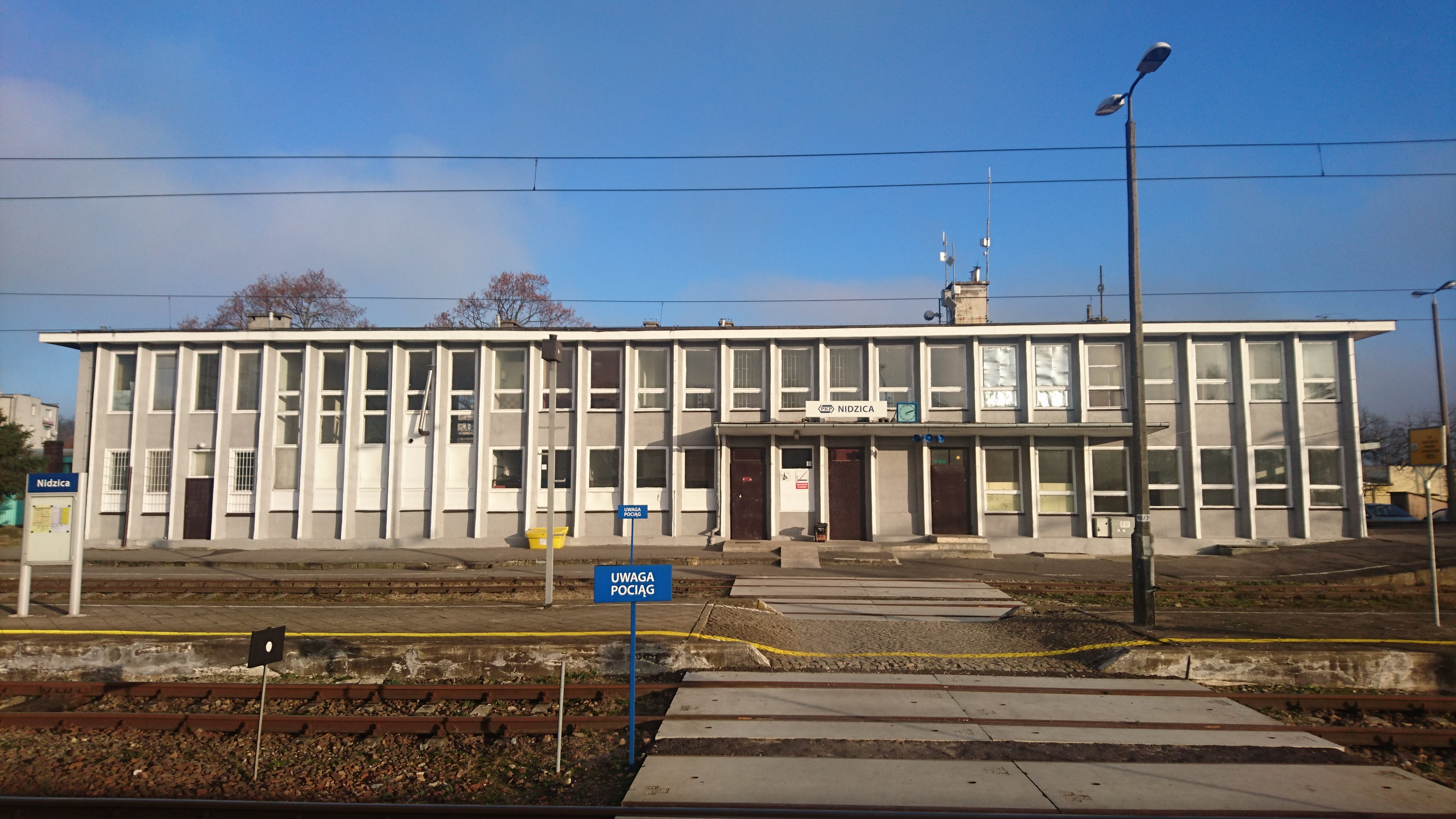
Dworzec w latach 1961 – 2019
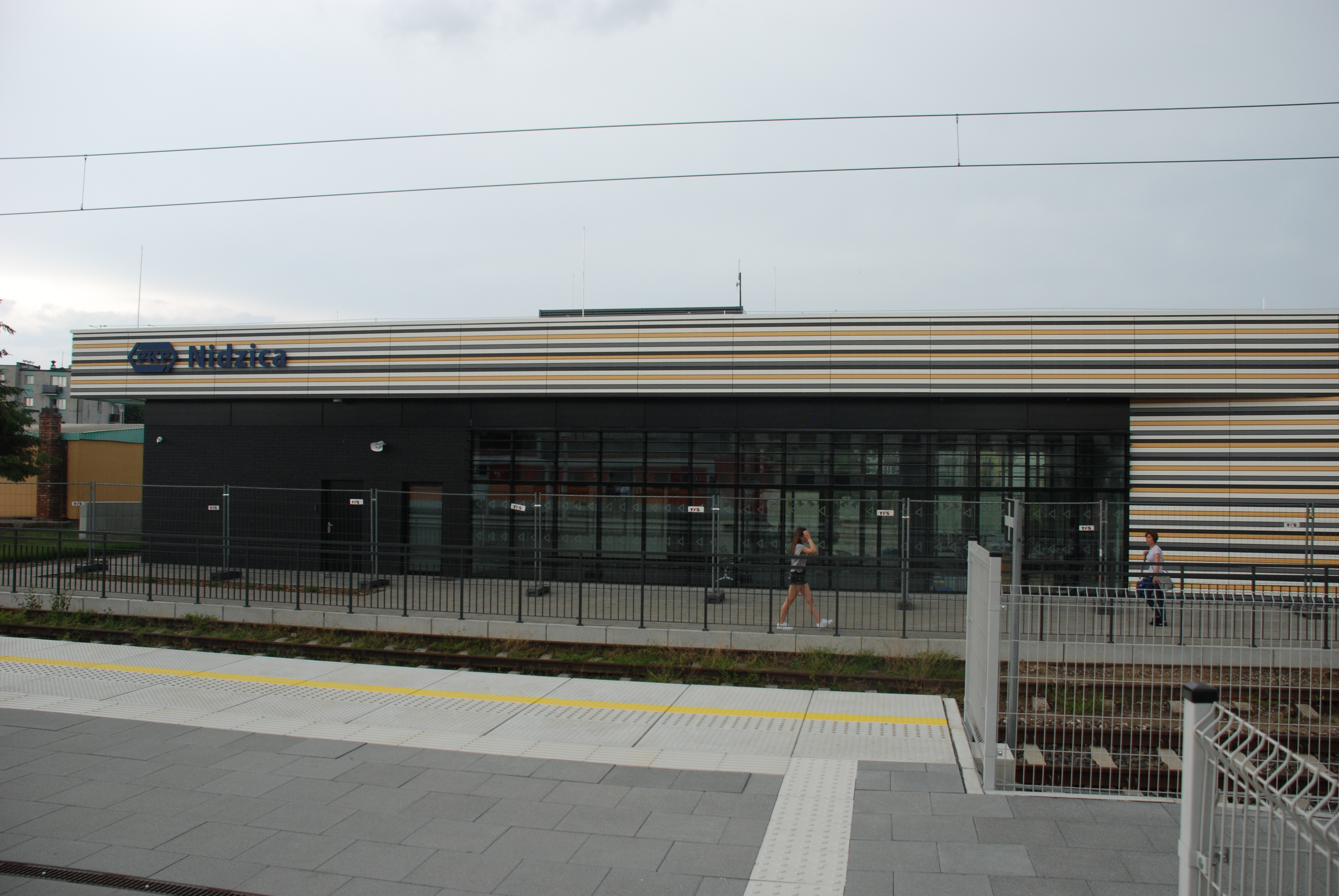
Dworzec od 2020